# Abraham Winantz Svansköld
Abraham Winantz Svansköld (stavas även Abraham Winantz-Svanskiöld, före adlandet 1693 Winnand, Winandts, Winantz), född 1644 i Stockholm, död 1709 i Boo socken, Värmdö, var en svensk arkitekt, hovarkitekt och ornamentstecknare. Han var Nicodemus Tessin d.ä.:s styvson och blev 1693 adlad Svansköld (Svanskiöld). Hans adliga ätt dog ut med honom.

## Biografi
Abraham Winantz Svansköld var son till den holländske köpmannen Abraham Winandts och Maria Persdotter Svan. Hans far, Abraham Winandts (begravd 7 september 1644), dog redan före sonens födelse och modern gifte om sig 1653 med Nicodemus Tessin d.ä. Han studerade först för sin styvfader Tessin innan han fortsatte sina studier utomlands. Han arbetade som arkitekt från 1665 och var byggnadsledare vid Tessins uppförande av Kalmar domkyrka 1682–1698. På 1670-talet utförde han arbeten på Sundbyholms slott i Södermanland och 1681–1694 ledde han under Eric Dahlberg ombyggnaden av Borgholms slott, där han var arbetschef åren 1687–1693.
Han genomförde Olof Rudbecks planerade ombygge av Gustavianum i Uppsala 1687–1693. Efter att hans halvbror Nicodemus Tessin blivit slottsarkitekt 1681 hjälpte han honom med byggnadsarbetena på Stockholms slott och 1697 utnämndes han till biträdande slotts- och hovarkitekt åt Nicodemus Tessin vid Stockholms slott. Han var verksam vid slottsbygget i Stockholm och stadsarkitekt i Stockholm tillsammans med Nicodemus Tessin
Vid sidan av sina arkitektuppdrag tecknade han förlagor till skulpturala utsmyckningar till flottans fartyg i Karlskrona. En bevarad handling från 1686 visar att drottning Hedvig Eleonora köpte ett skilderi af den kungliga Residensstaden Stockholm från Svansköld.
Herrgårdsbyggnader som dokumentariskt kan bindas till honom är Sundbyholm i Södermanland samt tillbyggnaden av flyglarna vid Bernhard von Liewens palats, f.d. Hornska vid nuvarande Gustav Adolfs torg.